# Glandula submandibularis
Glandula submandibularis eller underkäkspottkörteln är en av kroppens tre stora spottkörtlar. Den är belägen under mandibeln det vill säga underkäken, och producerar ungefär 60% av människans saliv. Körteln omges av en kraftig bindvävskapsel och är i huvudsak serös, med mukösa inslag.